# Panionios BC
El Panionios BC (grec: Πανιώνιος) és la secció de bàsquet de la societat poliesportiva grega Panionios, que té la seua seu a Nea Smirni (Atenes). Participa a l'A1 Ethniki, la primera divisió grega.
El Panionios NFC va ser fundat el 1890, mentre que la secció de bàsquet data de 1919. El seu major èxit ha sigut guanyar la Copa de Grècia el 1991, derrotant el PAOK Salònica per 73-70. El 2008 va competir també a la Copa ULEB.
La secció femenina es va crear al 1947.

## Palmarés masculí
- Lligues gregues: 
  - Finalistes (1): 1986–87
- Copes gregues
  - Campions (1): 1990–91
  - Finalistes (2): 1976–77, 1994–95

## Palmarés femení
- Lligues gregues: 
  - Campiones (1): 2006–07
  - Finalistes (1): 2007–08
- Copes gregues
  - Finalistes (1): 2016–17

## Jugadors destacats
| - Theódoros Papalukàs - Panagiotis Giannakis - Fanis Christodoulou - Panayiotis Kafkis - Nikos Hatzis - Stratos Perpéroglu - Vassilis Kikilias | - Aggelos Koronios - Christos Tapoutos - Nikos Linardos - Thurl Bailey - Byron Dinkins - PJ Brown | - Henry Turner - Gerry McNamara - Žarko Paspalj - Boban Janković - Stephen Arigbabu - Ender Arslan |